# Mani Curi Dentat
|  | Dentat redirigeix aquí pels òrgans vegetals amb el marge dentat, vegeu Tipus de fulles#Segons la divisió del marge |

Mani Curi Dentat (en llatí Manius Curius Dentatus) va ser un magistrat romà del segle iii aC. Va ser el més famós membre de la gens Cúria o Curii. El seu cognomen, Dentatus, derivaria d'haver nascut amb dents. Plini el Vell diu que era d'origen sabí.

## Tribú de la plebs
La seva primera magistratura coneguda va ser la de tribú de la plebs durant la qual es va enfrontar a Appi Claudi Cec que, com a interrex per l'elecció dels cònsols, es va oposar a acceptar els vots per a candidats plebeus en contradicció a allò que deia la llei. Dentat va imposar un decret pel que el senat no reconeixeria cap elecció fins a complir la llei. L'any d'aquest tribunat és desconegut, ja que Appi Claudi va ser interrex tres vegades, però no se sap ben bé els anys, en tot cas el 299-298 aC, data coneguda, no va dirigir els comicis i, per tant, ha de ser una de les altres dues vegades.

## Primer consolat
L'any 290 aC va ser elegit cònsol amb Publi Corneli Rufí i va combatre contra els samnites als que va derrotar tan decisivament després de 49 anys de guerra van demanar la pau que els va ser concedida. Després de la campanya contra els samnites va marxar contra els sabins revoltats, segurament amb suport samnita, i també va sortir victoriós en aquesta guerra. Va sotmetre tot el país sabí i Dentat va poder celebrar dos triomfs per les seves victòries. Els sabins van rebre la ciutadania romana, però sense sufragi, i van haver de cedir una part del seu territori que va ser distribuït entre els plebeus. A Dentat li corresponia una part però va refusar agafar més que qualsevol soldat i finalment la república li va entregar una finca de 500 jugueres de terra. Aureli Víctor diu que va rebre una ovatio sense dir per què i en quin any, però probablement va ser el 286 o 285 aC.
L'any 283 aC va ser nomenat pretor al lloc de Luci Cecili Denter que havia mort en la guerra contra els sènons. Va enviar immediatament ambaixadors per negociar l'alliberament dels presoners romans, però quan van arribar van ser assassinats pels gals.

## Segon consolat
L'any 275 aC va ser elegit cònsol per segona vegada amb Luci Corneli Lèntul, quan Pirros de l'Epir va tornar de Sicília. Dentat va procedir a un reclutament forçat per completar l'exèrcit i com a exemple, a la primera persona que va refusar allistar-se li va confiscar la propietat i la va vendre. Quan el propietari es va queixar, el van vendre com a esclau. Quan l'exèrcit va estar llest, Dentat va marxar cap al Samni i va derrotar a Pirros prop de Benevent, a la plana d'Aurisinium. Pirros va haver d'abandonar Itàlia i Dentat va celebrar el seu triomf amb unes festes magnífiques, les més gran vistes fins llavors, on va presentar quatre elefants, que mai no s'havien vist a Roma. Tot el botí que va aconseguir en la batalla contra Pirros el va entregar a l'estat però va ser acusat d'haver-se'n apropiat d'una part i va demostrar que només s'havia quedat amb un vaixell que havia usat per fer sacrificis als déus.

## Cònsol per tercera vegada
L'any 274 aC va ser elegit altra vegada cònsol amb Servi Corneli Merenda i van fer la guerra contra els lucans, samnites i brucis. Al final del seu període es va retirar a la seva granja al país sabí on es va dedicar a les activitats agrícoles la resta de la seva vida tot i que encara estava disposat a servir al seu país i sortir d'allà si el cridaven.
El 272 aC li van demanar d'ocupar la censura i va començar a construir un aqüeducte (Aqua Annio Vetus) que portava l'aigua del riu Anio a Roma i que va pagar amb el botí obtingut durant la lluita contra Pirros. També va ser benefactor de la ciutat de Reate a Sabínia on se suposa que va construir un canal del llac Velinus fins a una cascada (la moderna cascada de Terni o cascada delle Marmore) al riu Nar (Nera) per portar des d'allí l'aigua a la ciutat i guanyar unes terres de cultiu que es van anomenar el districte de Rosea.
Els samnites li van enviar una ambaixada a la seva granja, i el van trobar vora la llar de foc torrant naps. Va rebutjar els regals que li portaven, dient que preferia servir als que tenien or que tenir-lo ell mateix. El van considerar com un dels representants més nobles de l'antiga frugalitat romana.
L'any 270 aC va ser nomenat duumvir per vigilar la construcció de l'aqüeducte de l'Anio, però va morir al cap de 5 dies. Va morir relativament pobre fins al punt que es va dir que l'estat va haver de pagar la dot de la seva filla. Probablement això no era cert, o almenys no va ser degut a la pobresa de Dentat sinó a la voluntat del senat de recompensar els serveis que havia fet a l'estat al llarg de la seva vida.